# Peinture sur figurine
 (février 2024).
Si vous disposez d'ouvrages ou d'articles de référence ou si vous connaissez des sites web de qualité traitant du thème abordé ici, merci de compléter l'article en donnant les références utiles à sa vérifiabilité et en les liant à la section « Notes et références ».
La peinture sur figurine est une activité de loisirs consistant en la peinture de figurines, historiques ou fantastiques, à une échelle de réduction définie.

## Préparation de la figurine

### Sous-couche
Une sous couche sert a mieux faire adhérer la peinture sur vos figurines en plastique, résine ou métal . La sous-couche existe en bombe et en version plus classique a appliquer grâce à un pinceau .

## Techniques de peinture

### Aplat
L’aplat de peinture consiste simplement à peindre une partie de la figurine en prenant soin d'obtenir une couche uniforme. L'idéal est de passer plusieurs couches diluées pour un meilleur rendu.

### Brossage à sec
Cette technique est l'une des plus simples à appréhender. Il s'agit en fait de tremper son pinceau (l'idéal est d’utiliser un modèle assez résistant) dans de la peinture non-diluée (ou très peu) puis de l'essuyer sur un chiffon, de telle sorte que le passage du pinceau sur un doigt ne laisse un dépôt que sur les reliefs de l’empreinte digitale. 
Lorsque le pinceau est bien essuyé, il suffit de « brosser » la figurine : seuls les reliefs de celle-ci seront recouverts de peinture. 
Il s'agit principalement d'une technique d'éclaircissement. La peinture à brosser étant plus claire que la couche de base.

### Rehaussage
Le rehaussage est assez proche du brossage, à la différence que l'on n'essuie pas totalement le pinceau et que la peinture utilisée est plus humide. Cette technique est employée pour l'éclaircissement de cheveux, fourrures, éléments métalliques ou cuir.

### Lavis
Le lavis est une technique qui consiste à diluer sa peinture dans plus ou moins d'eau pour ensuite l'appliquer sur la figurine et pouvoir créer des ombrages. Il sert à assombrir les creux et les parties du dessous de la figurine qui ne sont pas touchées par la lumière zénithale. La technique des lavis successifs à la peinture acrylique, très bien maitrisée par Jérémie Bonamant Teboul, consiste en une succession de couches très fines appliquées de manière à obtenir des dégradés les plus progressifs possibles.
Dans le cas de la peinture à l'huile, le lavis est parfois utilisé après séchage complet pour unifier les teintes qui ont été travaillées dans le frais.

### Glacis
Le glacis est une peinture très diluée,appliquée avec un pinceau moins chargé que pour le lavis, afin que la peinture n'inonde pas les creux de la figurine. Le glacis sert à réaliser des éclaircissements sur les parties en relief baignées par la lumière zénithale ou à modifier certaines zones grâce à une nouvelle teinte. Par exemple,pour réaliser un rouge sur les pommettes,on peut appliquer un glacis plus ou moins transparent.

### Dégradés en couche par couche
Les dégradés en couche par couche sont une technique de peinture acrylique qui consiste en une succession de couches très diluées en tirant la peinture soit des creux vers les reliefs dans le cas des assombrissements soit des reliefs vers les creux dans le cas des éclaircissements. La quantité de pigment diminue ainsi du point où est posé le pinceau vers la zone enduite. L'opération est répétée de telle manière que les superpositions de couches donnent une apparence de dégradé sans cassure et homogène.

### Fondus
La technique du fondu dans le frais consiste à mélanger directement sur la figurine les différentes couleurs sans attendre que celles-ci ne sèchent. Cette technique donne un rendu fondu entre plusieurs couleurs.

## Matériel

### Peinture
Il existe plusieurs types de peinture , La peinture acrylique (que l'on dilue à l'eau) et les peintures à l'huile (que l'on dilue avec de l'huile). 

## Concours
De nombreux concours de peinture sur figurine sont organisés à travers le monde dont voici les principaux :
- Golden Demon : organisé chaque année dans plusieurs pays (France, Angleterre, Allemagne, Italie, Australie…) dans le cadre des Games Day de Games Workshop